# Saludo vallenato
El saludo vallenato es una práctica de algunos cantantes o coristas de vallenato en la que saludan a una o varias personas en medio de la interpretación de los versos, ya sea en grabación, parrandas o presentaciones en vivo.

## Fuente adicional de ingresos
De una expresión espontánea de los intérpretes para comerciantes, actores, ganaderos, amigos y familiares, el saludo vallenato pasó a convertirse en jugoso negocio, en el que las agrupaciones musicales empezaron a cobrar por los saludos como una manera de mostrarse ante el resto de la sociedad y sinónimo de "estatus". Los marimberos y luego los narcotraficantes en Colombia empezaron a dar lujosos regalos y dinero a los cantantes de vallenato para que los nombraran como sus compradres o amigos. De la misma manera políticos en altos cargos, políticos corruptos, guerrilleros y paramilitares, e incluso miembros de las fuerzas militares y policía empezaron a ser mencionados en saludos vallenatos.
El Presidente de Colombia entre 1978 y 1982, Julio César Turbay agregó en las cláusulas de su Estatuto de Seguridad apartes en las que intentaron frenar inadvertidamente la práctica de los saludos vallenatos a  narcotraficantes o personas de "dudosa procedencia" en las canciones. Sin embargo, la práctica se volvió un fenómeno cultural y prosiguió. De esta manera los saludos vallenatos se convirtieron en una fuentes de ingreso adicional, además de pagos por presentaciones musicales, conciertos o ventas de discos, que usan para pagar nómina y viáticos. El folclorista del vallenato Celso Guerra, alegó que el fenómeno de los saludos vallenatos como fuente de ingreso se dio a partir de la proliferación de la piratería en la industria musical, ya que la venta ilegal de CDs y la irrupción del streaming bajó las ventas formales de discos.
Según la Revista Semana, citando al folclorista y comisionista de saludos vallenatos, Álvaro Alcides Álvarez, conocido como "Triple A", algunos de los ingresos más altos generados solo por cuenta de saludos vallenatos a cantantes como Diomedes Díaz alcanzan un monto de COP$ 800 millones de pesos en su última producción musical en 2013. A 2014, Silvestre Dangond recibía también una suma entre $COP 30 y 40 millones de pesos, sólo en saludos vallenatos, mientras que cantantes como Peter Manjarrés colectaban entre $COP 20 y 25 millones de pesos.
Debido a la mala reputación, publicidad negativa o problemas de seguridad como amenazas que causaban los saludos vallenatos realizados por nombre propio a corruptos y criminales, cantantes como Jorge Celedón optaron por no practicar el saludo vallenato en sus grabaciones o presentaciones. Otros como Poncho Zuleta, eligieron nombrar sólo a sus fanáticos más conocidos, mientras que los que continúan con la práctica optan por los apodos y nombres en clave de los personajes de poca monta.

## Campañas políticas
Los saludos vallenatos en campañas políticas se han convertido en un problema para las autoridades electorales en Colombia, ya que algunos artistas le hacen publicidad a un candidato mediante un saludo, y se convierte en una manera popular de propagar el nombre del candidato mediante la llamada mercadotecnia de guerrilla. En cierta forma es un jingle en medio de la canción.
En el caso de las leyes de garantías electorales en Colombia, hay un tiempo autorizado para que los candidatos puedan realizar publicidad electoral. El ente encargado de velar por estas garantías es el Consejo Nacional Electoral (CNE).
Durante las Elecciones regionales de Colombia de 2015 los cantantes Silvestre Dangond y Peter Manjarrés se vieron involucrados en una controversia por sus saludos vallenatos a candidatos a cargos públicos.
Manjarrés envió un saludo vallenato a Alejandro Char, quien buscaba su reelección a la alcaldía de Barranquilla:

"Compadre Alex Char, el buen hijo vuelve a casa".

Por su parte el cantante Silvestre Dangond envió un saludo vallenato previo a la elección del candidato a la alcaldía del municipio de Urumita, José Alberto "El Coquito" Maya:

"Y los que dudan de la amistad de mi compadre Iván Daza, 'Chiqui' Barrios y el futuro alcalde de Urumita, 'Coquito Maya'".

Para las elecciones regionales de Colombia de 2019, nuevamente el cantante Peter Manjarrés fue investigado por promover la campaña del concejal de Bogotá Rolando González, aunque ambos alegaron tener una "amistad de más de 15 años".

## Saludos vallenatos famosos
- Ricardo Palmera: antes de que se convirtiera en guerrillero de las FARC y adoptara el apodo de "Simón Trinidad", en 1984 el cantante Diomedes Díaz le envió un saludo vallenato en la canción El Mundo, del disco del mismo nombre.[2]
- Jorge Gnecco Cerchar, alias "Jorgito": fue saludado en 1986 en un álbum del Binomio de Oro de Rafael Orozco e Israel Romero. Gnecco era un marimbero y narcotraficante que luego se convertiría en uno de los principales operadores financieros y promoteres de las agrupaciones paramilitares AUC.[2]
- Emilio Tapia: el contratista envuelto en la red de corrupción denominada "Carrusel de la contratación" fue nombrado en un saludo vallenato por el cantante Silvestre Dangond varias veces.[2][7][8]

"Emilio Tapia, la mujer se ama y se pechicha, por siempre!".
Grabado en la canción Un amor verdadero del álbum La novena batalla, canta Silvestre Dangond y en el acordeón Rolando Ochoa.

"y aquí recordando también a mi querido Emilio Tapia, el hombre de las carreteras".
Grabado en la canción El pajuate del álbum Con mucho gusto, caray!, canta Diomedes Díaz y el acordeón de Alvarito López.

- Enilse López, alias "La Gata" y su hijo Jorge Luis Alfonso López: envueltos en narcotráfico y fueron operadores financieros de las AUC, fueron nombrados juntos en la producción musical titulada El Plan B del cantante Jorge Oñate.[2]
- Beatriz Isabel Castro, alias "Mama Beatri" o "La Reina de la Estafa": fue saludada en la canción Métete a la moda de su entonces esposo, el cantante Churo Díaz,[2] también fue saludada por el cantante Silvestre Dangond en sus canciones y por el cantautor Omar Geles en el tema Cuando te apareces.[2]
- Juan Francisco "Kiko" Gómez Cerchar: el cantante Jorge Oñate lo saluda en la canción Descarga de besos. Gómez Cerchar, quien fue gobernador del departamento de La Guajira, fue apresado por homicidio y vínculos con el narcotráfico y paramilitarismo.[2] También es saludado por el cantante Farid Ortíz en el tema Título de actríz.
- Marquitos Figueroa: el sicario y narcotraficante fue saludado por el cantante Jorge Oñate por su apodo "el perrero de los malcria'os" en la canción Descarga de besos.[2] También es saludado por el cantante Farid Ortíz en el tema Título de actríz. Figueroa fue saludado por el cantante Silvestre Dangond en su canción La pinta chévere.[7]

"Oye Marquitos Figueroa, aquí tienes mi canto".

- Luis Ángel González.[3]
- Santa Lopesierra.[3]
- José Miguel Cotes, alias "Lucky" Cotes:[3] fue un famoso marimbero que no solo ha sido saludado, también el compositor Lenín Bueno Suárez compuso el tema El Parrandero en su honor, que fue grabada por Poncho Zuleta.[1]
- Raúl Gómez Castrillón, alias "El gavilán mayor":[3] fue un marimbero de la Alta Guajira, que con sus hermanos conformó una banda de contrabandistas llamada "Los gavilanes".[9] No solo fue un saludo vallenato, una canción entera de la autoría del compositor guajiro Hernando Marín, fue grabada en 1978 en el álbum Dos grandes en la voz de Diomedes Díaz y el acordeón de Nicolás "Colacho" Mendoza.
- Alias "Chijo López".[3]
- Pedro Muriel: famoso entre los músicos vallenatos, Pedro Muriel fue ingeniero de grabación en los estudios de grabación de Discos Fuentes, donde muchas agrupaciones vallenatas de esa disquera realizaron sus producciones musicales.[10] Su nombre quedó inmortalizado en numerosos saludos vallenato, notablemente en la agrupación Los Chiches Vallenatos y su canción Ceniza fría con el saludo "para el licenciado del sonido, Pedro Muriel, Muriel, Muriel".[10]
- Darío Valenzuela, más conocido como "El brujo de la consola": como en el caso de Pedro Muriel, Valenzuela trabajó dentrás de la consola en los estudios de grabación en el área de producción de la disquera Codiscos, donde muchas agrupaciones grabaron sus éxitos, y a manera de agradecimiento saludaban al "brujo de la consola".[10]
- Iván Andrés Calderón: el compositor, arreglista y productor musical ha sido clave para los éxitos de numerosas agrupaciones vallenatas.[10]